# Kanton Villeneuve-sur-Lot-Nord
Kanton Villeneuve-sur-Lot-Nord (francouzsky Canton de Villeneuve-sur-Lot-Nord) je francouzský kanton v departementu Lot-et-Garonne v regionu Akvitánie. Tvoří ho dvě obce.

## Obce kantonu
- Lédat
- Villeneuve-sur-Lot (severní část)